# تشارلز وليام باركلي

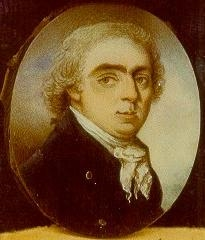
تشارلز باركلي

تشارلز وليام باركلي (بالإنجليزية: Charles William Barkley)‏ تشارلز باركلي وليام (1759 – 16 مايو 1832) كان قبطان في البحرية وتاجر فراء، ولد في هيرتفورد، انجلترا، ابن تشارلز باركلي.
في سن 11 ذهب تشارلز باركلي إلى البحر مع والده، الذي كان قائد سفينة شركة الهند الشرقية في المحيط الهادئ. غرق والده في نهر هوجلى، كلكتا، في الهند بينما كان تشارلز لا يزال صبيا. أبحر تشارلز إلى جزر الهند الغربية. وقال انه عمل سبع رحلات إلى الشرق الأقصى لحساب شركة الهند الشرقية ونتيجة لذلك ترقى بسرعة في الشركة. تزوج في العام 1786.